# 吉隆巨蟹蛛
吉隆巨蟹蛛（学名：Heteropoda gyirongensis）为巨蟹蛛科巨蟹蛛属的动物。在中国大陆，分布于西藏等地，主要栖息于庭院及室内墙壁。该物种的模式产地在西藏。